# حنين إلى الماضي
النوستالجيا أو الحنين إلى الماضي (ملاحظة 1) (بالإنجليزية: Nostalgia، من اليونانية القديمة وتعني «ألم العودة إلى الوطن») هي حالة الشعور بالحنين والشوق إلى جوانب من الماضي الشخصي للفرد، وغالبًا ما تكون مرتبطة بفترة زمنية أو مكان معيّن يحملان ذكريات وأحداثًا إيجابية. يُنظر إلى النوستالجيا اليوم على أنها شعور طبيعي ومفيد، رغم أنها كانت تُصنّف في الماضي باعتبارها مرضًا نفسيًا. يتصاعد الحنين إلى الماضي إلى الذروة في نهاية مرحلة الشباب وهي فترة انتقالية مهمة، كما تنتاب كبار السن أيضًا زيادة في الحنين إلى الماضي بسبب التغيرات التي تنشأ في طريقة حياتهم والتراجع الملحوظ في صحتهم.

## أصل التسمية
نوستالجيا هي كلمة مأخوذة من الإغريقية ومركبة من (نوستوس νόστος = العودة للوطن) ‏، و (ἄλγος ألغوس = الألم) ، فهي تعني حرفيًا «ألم العودة للوطن» صاغها الطبيب السويسري يوهانس هوفر في عام 1688 في معرض وصفه للمرتزقة السويسريين الذي كانوا يقاتلون بعيدًا عن وطنهم.
هناك مفاهيم ومصطلحات تشابه النوستالجيا من بعض الجهات عند ثقافات وشعوب كثيرة منها مفهوم سوداد  [الإنجليزية] (الشوق الكئيب إلى المحبوب أو الشىء الغائب) عند البرتغاليين ومونو نو اواري (الحزن على الأزمنة والأشياء الفانية) عند اليابانيين و الأبابة (شدة الحنين إلى الوطن) عند العرب، وكذا ظاهرة الوقوف على الأطلال المنتشرة في الأدب العربي القديم.

## نبذة تاريخية
مصطلح (نوستالجيا) صاغه الطبيب السويسري يوهانس هوفر وظهر لأول مرة في الطباعة عام 1688. في أطروحة طبية حملت عنوان: (Dissertatio Medica De Nostalgia, Oder Heimwehe)[رسالة طبية عن النوسالجيا أو الحنين إلى الوطن] وصف فيها هوفر الحنين كمرض دماغي يصيب الجنود والطلاب والخَدم الذين يُرسَلون إلى الخارج بعيدًا عن أوطانهم، ذكر فيها أن أعراض النوستالجيا هي نوبات البكاء والخمول والقلق والأرق. وكانت هذه الأعراض تؤدي في بعض الأحيان إلى الوفاة؛ بسبب امتناع المُصاب بها عن تناول الطعام أو إقدامه على الانتحار.

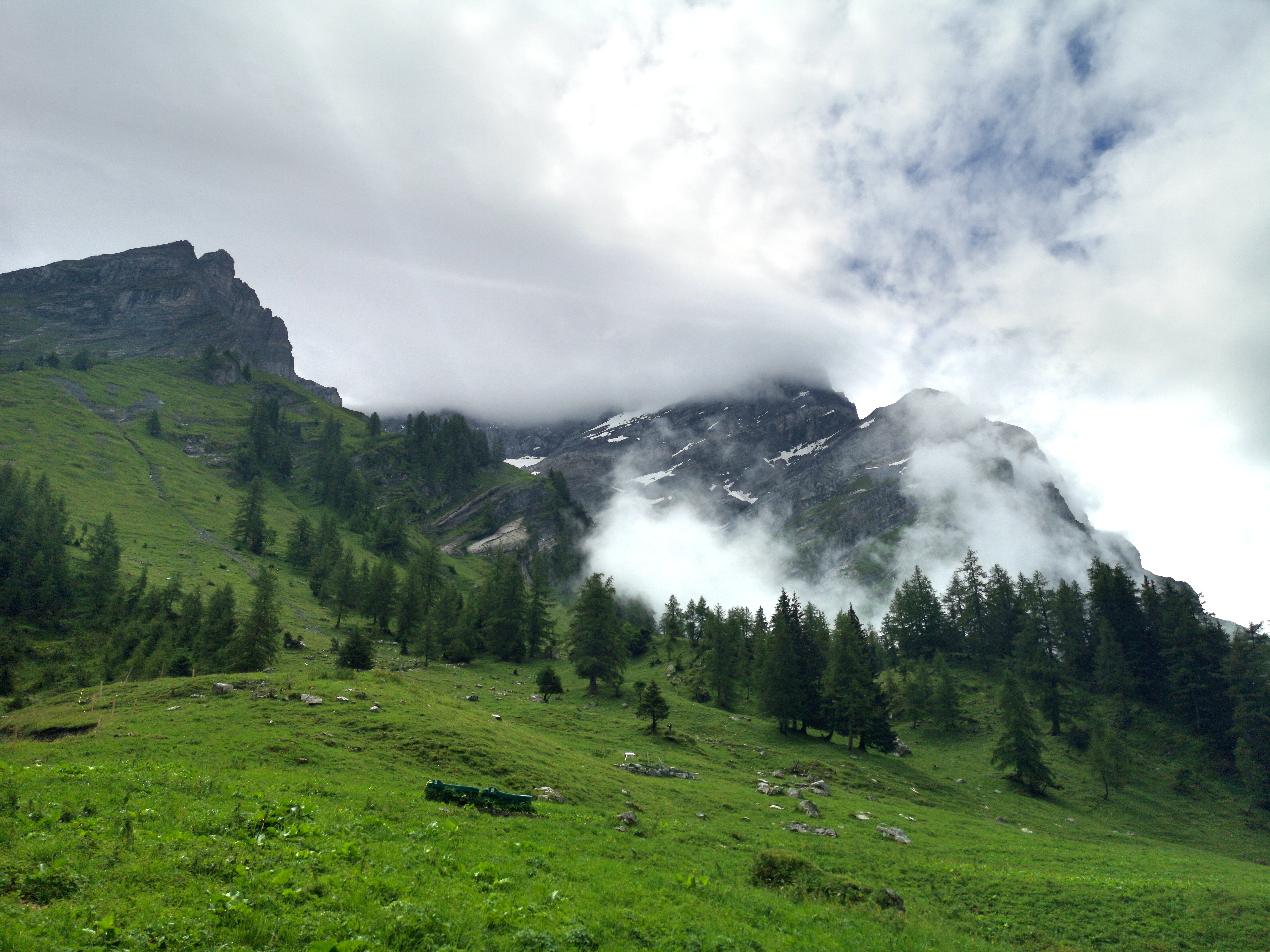
الحنين إلى مرتفعات سويسرا كان هو السبب في ظهور مصطلح نوستالجيا.

لم يتفق جميع الأطباء مع هوفر في دراسته عن النوستالجيا، فالطبيب شيوتشزر [الإنجليزية] مثلًا رأى بأن حالة النوستالجيا قد تكون بسبب التغيرات في ضغط الهواء، خاصةً أن هذه الحالة كانت تنتشر بين الجنود السويسريين الذي كانوا ينزلون من مرتفعات الألب إلى مناطق منخفضة في أوروبا. أطباء آخرون فسروا أعراض النوستالجيا التي كانت تظهر على الجنود السويسريين بأنها أضرار في الدماغ سببتها أجراس الأبقار في جبال الألب.
تطور مفهوم النوستالجيا وتغيرت النظرة إليه على مرّ السنين، ففي القرن التاسع عشر كانت تُعتبر نوعًا من الاكتئاب، بينما بحلول القرن العشرين ارتبطت أعراضها بحالات نفسية مثل اضطراب ما بعد الصدمة والقلق. حتى أواخر القرن العشرين حيث تغيرت النظرة للنوستالجيا جذريًا وأصبحت نظرةً إيجابية. صار يُنظر للنوستالجيا على أنها شعور يقوّي التواصل الاجتماعي ويساهم في تعديل المزاج والحالة النفسية.

## أنواعها
الباحثة الروسية الأمريكية سفيتلانا بويم [الإنجليزية] في كتابها (مستقبل الحنين إلى الماضي)[The Future of Nostalgia] الصادر عام (2001)، قسمت النوستالجيا إلى نوعين رئيسيين:
- النوستالجيا الإحيائية [Restorative nostalgia]: أي الرغبة في إعادة إحياء الماضي واستعادة خلق تلك الفترات المثالية التي يمجدها الشخص ويعتبرها عصورًا ذهبية في حياته. وغالبًا ما تختلط هذه الرغبة بمشاعر الحزن والندم والشوق للماضي المفقود.[1]
- النوستالجيا التأملية [Reflective nostalgia]: في هذا النوع يُعبّر الشخص عن تقديره وقبوله للماضي كما هو وكما كان؛ دون السعي لإعادته أو إعادة تشكيله. ويركز على الاستمتاع بالذكريات السعيدة والشعور بالدفء والراحة الناتجة من هذه الذكريات، دون محاولة العودة إلى ذلك الزمن الماضي.[1]

هناك تقسيمات أخرى إلى النوستالجيا التاريخية والشخصية، في النوستالجيا التاريخية يحن الشخص لأزمان غابرة أو مجتمعات قديمة جدًا تسبق وجود الشخص نفسه. لكن في النوستالجيا الشخصية يتعلق بذكريات محددة من حياته هو التي عاشها سابقًا.

## فوائدها
تشير الدراسات والأبحاث إلى أن الشعور بالحنين إلى الماضي يحمل العديد من الفوائد النفسية والاجتماعية:
فمن الناحية النفسية، يؤكد البحث أن استرجاع الذكريات الإيجابية يساعد على إفراز الإندورفين وهذا بدوره يحسن المزاج والشعور بالسعادة والتفاؤل. حيث أظهرت الأبحاث الحديثة أن للنوستالجيا تأثيرًا في نشاط الدماغ، حيث تم إثبات ذلك استخدام تقنيات تصوير بالرنين المغناطيسي. كما يساهم الشعور بهذا الحنين في احترام الذات من خلال تذكير الأشخاص بقدرتهم على التغلب على الصعوبات السابقة والتمسك بهويتهم الشخصية، وهذا من شأنه أن يدفعهم للاستمرار والشعور بالهدف في الحياة.

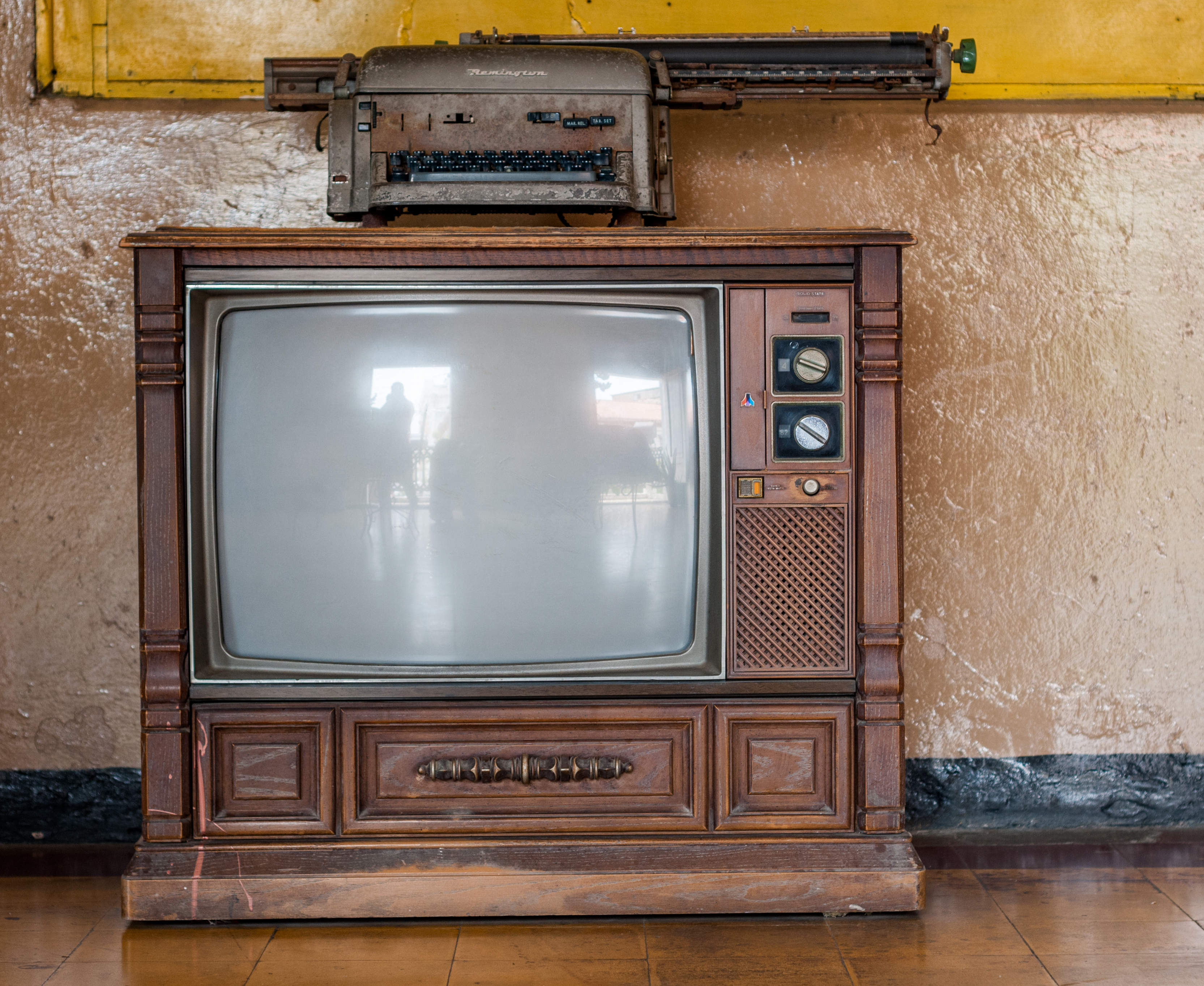
تذكر الماضي يثير مشاعر إيجابية، لأنه يحرك العواطف بشدة.

أما على الصعيد الاجتماعي، فالنوستالجيا يمكن أن تقوّي العلاقات الاجتماعية، حيث أن استرجاع الذكريات المشتركة مع آخرين يساهم في تقوية العلاقات والتواصل، سواء كانت هذه الذكريات بين الأصدقاء أو أفراد العائلة، هذا يساعد في مكافحة مشاعر العزلة والوَحدة. كما يمكن اعتبار النوستالجيا أداة للتكيّف مع صعوبات الحياة ؛ فهي تعمل كآلية تساعد الأشخاص في التعامل مع الضغوط النفسية وتنظيم المشاعر السلبية لمواجهة تحديات الحياة.
في المجمل تشير الدراسات والأبحاث إلى أن للنوستالجيا فوائد صحية رغم ألم العاطفة الذي يتسبب به الحنين إلى الماضي، ومن أبرز الفوائد التي أشارت لها هذه الدراسات:
- الحنين إلى الماضي يشحن الدماغ بطاقة إيجابية لأنه يثير العواطف بشدة.[12]
- فهم الذات : يعزز الحنين فهم الأفراد لهويتهم التي تتشكل من خلال تجاربهم وذكرياتهم الحياتية[13]، مما يمنحهم شعورًا بالاستمرار والهدف في الحياة.[10]
- يمكن أن يعمق العلاقات بين الموظفين في بيئة العمل، لأن الذكريات المشتركة بينهم تقوّي الشعور بالتعاون والانتماء إلى المجموعة.[13]
- لأن الماضي بالنسبة للإنسان فترة معلومة من حياته فهو يمده بالشعور بالأمان والراحة النفسية، تمامًا كالشعور الذي يحققه التأمل أو رياضة اليوجا.
- إثارة الإلهام وتعزيز التفكير الإبداعي والتفاؤل.[14]

## مخاطرها
رغم الفوائد التي تجلبها حالة النوستالجيا إلا أن لها بعض المخاطر التي قد تؤثر سلبًا على حياة من ينغمسون في الحنين إلى الماضي: منها:

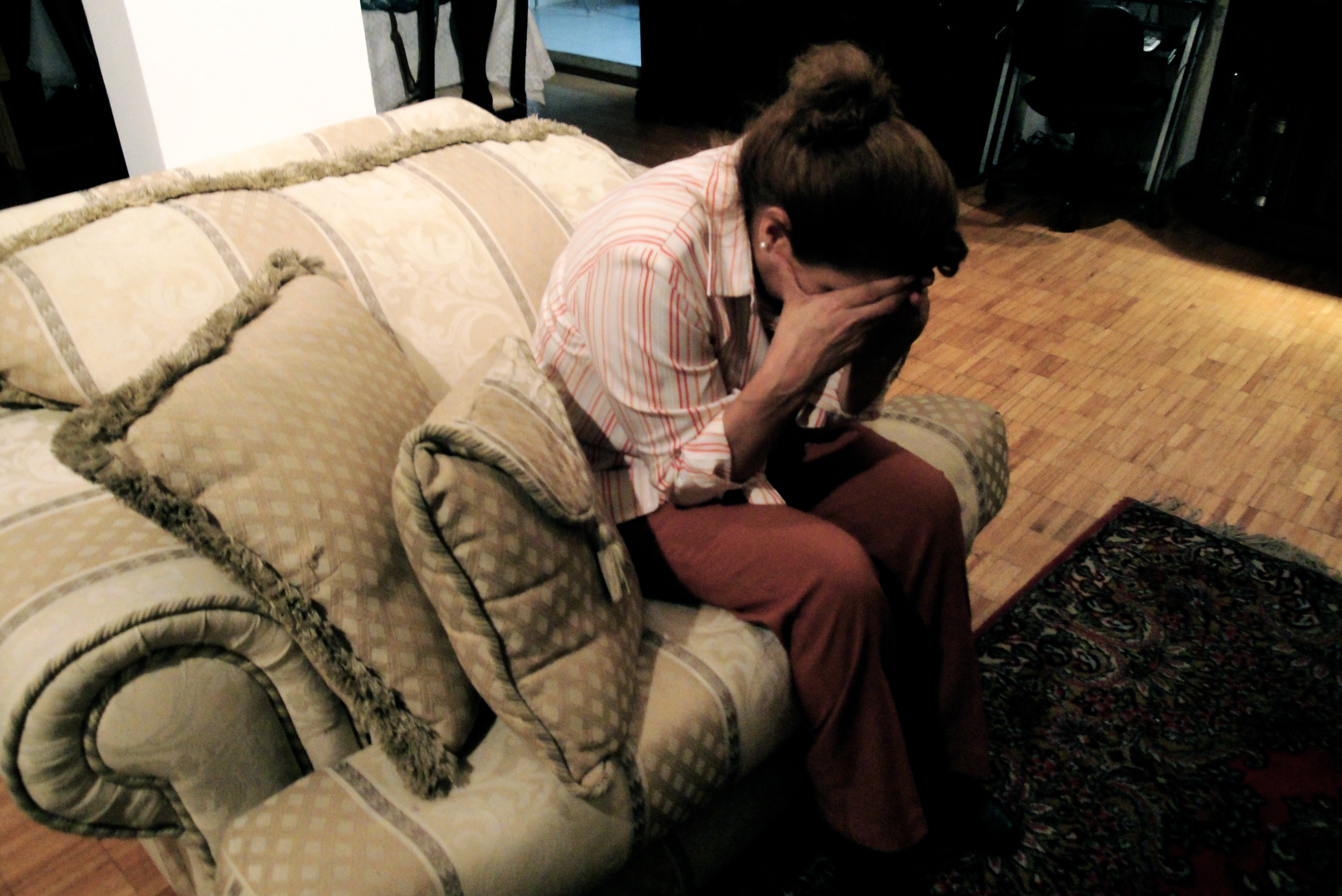
التمسك المفرط بالماضي قد يجر إلى العزلة ويسبب الاكتئاب.

- الهروب من الواقع : يمكن أن يتحول الحنين إلى الماضي إلى وسيلة للهروب من الواقع والعجز عن التأقلم مع الحاضر[13]، مما يمنع صاحبه من التعامل الحكيم مع المشكلات القائمة.[15]
- الوقوع في فخ المثالية المفرطة للماضي: قد يؤدي الحنين إلى رؤية الماضي بصورة وردية، الأمر الذي يجعل الحاضر يبدو بائسًا؛ وهذا يدفع صاحبه للشعور بالتذمر والاستياء[15]، مع أن الذكريات ليست دقيقة دائمًا[9][13]، ويمكن أن تتأثر بالحالة المزاجية والتجارب الحالية التي يمر بها الفرد.[3]
- عرقلة التطور على الصعيد الشخصي: التمسك بالماضي يمكن أن يشكّل مانعًا من التكيف مع الظروف الجديدة أو يعيق التطور في العلاقات.[15]
- زيادة خطر الاكتئاب: قد يزيد التمسك بالماضي من أعراض الاكتئاب[7]، خاصة إذا كان يثير مشاعر الحزن أو الندم على ما مضى.[15]
- صعوبة بناء ذكريات جديدة: فالتركيز المبالغ فيه على الماضي يمنع من العيش في الحاضر[8]، وقد يجر إلى فقدان الفرص لخوض تجارب وخلق ذكريات جديدة.[15]
- العزلة الاجتماعية والغضب: قد تؤدي النوستالجيا إلى الانفصال عن بقية الناس، خاصة إذا كانت متعلقة بالتجارب والذكريات التي لم يدركها أبناء الجيل الحالي أو لا يتفاعلون معها[3]، وهذا من شأنه أن يؤدي إلى انفصال الشخص عن المجتمع والسخط على الآخرين.[11]

## في ثقافة العصر الحديث
لوحظت في السنين الأخيرة عودة لعناصر التصاميم القديمة [الإنجليزية] إلى العصر الحديث وخصوصًا في مجال التصميم الداخلي للبيوت والأثاث المنزلي، يتجلى هذا الاتجاه في إعادة تصاميم وأشكال كلاسيكية من فترات الخمسينات والستينات والسبعينات وكذا التصاميم والألوان الزاهية لفترة التسعينات، حيث يتم دمجها مع التقنيات الحديثة بمواد جديدة لتوفير توليفة تجمع بين سحر الجمال الكلاسيكي وتكنولوجيا العصر الحديث. تشمل هذه التصاميم استخدام ألوان جريئة كالنيون والألوان العميقة مثل الماهوجني والأخضر الزمردي والفيروزي، بالإضافة إلى استعمال عناصر طبيعية مثل الألواح الخشبية والبلاط المربع،

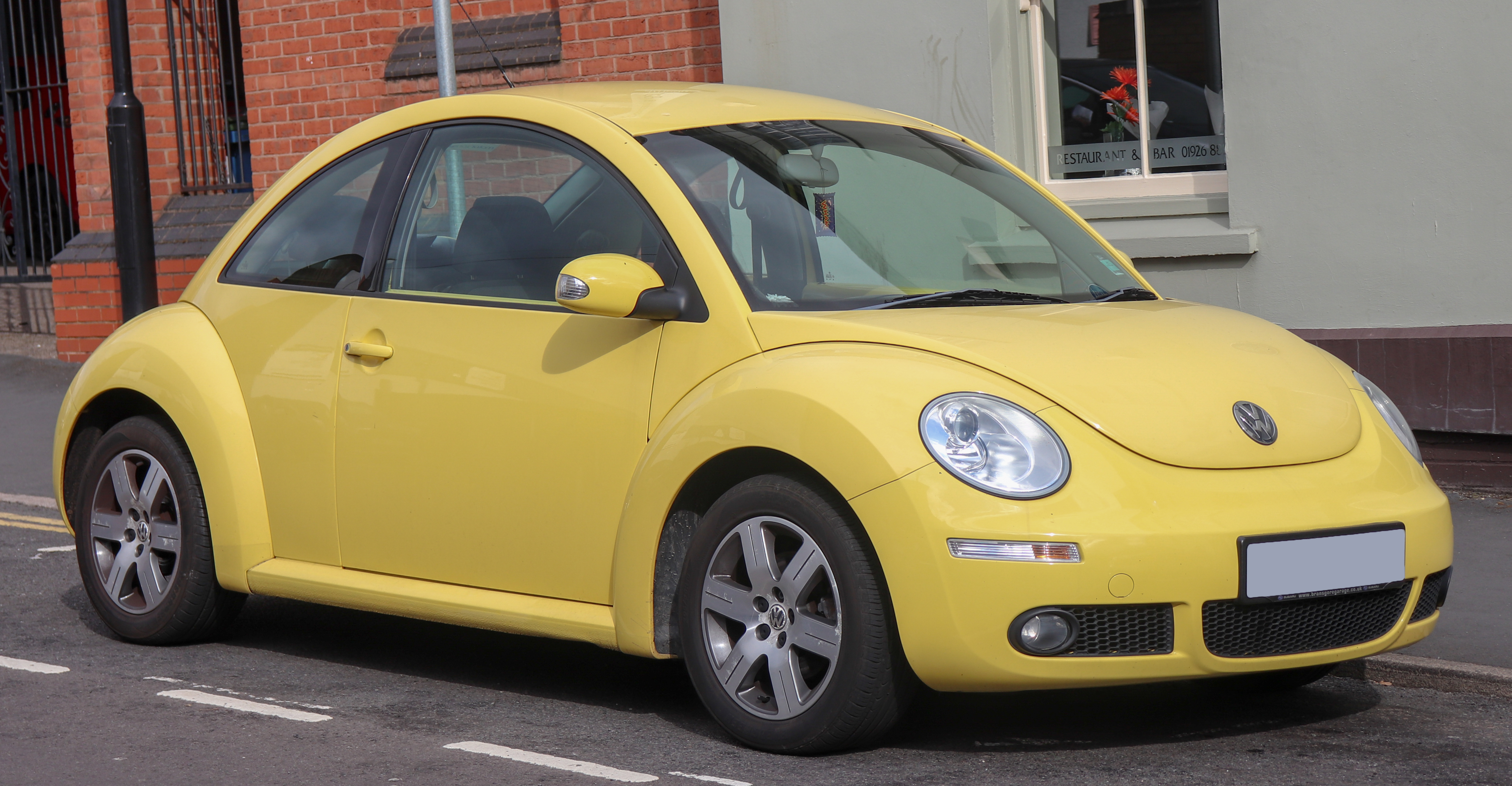
سيارة فولكس فاغن بيتل التاريخية تعود بتصميم وإمكانيات حديثة.

يرجع الدافع وراء هذا الاتجاه الجديد في استعادة تصاميم الماضي إلى أسباب عاطفية تتمثل في الحنين إلى ذكريات الماضي والطفولة واستعادة الأوقات السعيدة، بالإضافة إلى التأكيد على المتانة والحرفية في الصناعة والتي ترفض الإنتاج الضخم وتدعم الإبداع الفردي والحرفيين المحليين.
```
كذلك أقدمت الكثير من القنوات وهيئات البث على إحياء عدد من البرامج والمسلسلات التلفزيونية القديمة؛ وقد اعتُبر هذا مؤشرًا على شعور الناس هذه الأيام بأن شيئًا ما مفقود في نمط الحياة الحالي.
[
3
]
```

## هوامش
- ملاحظة 1 مرادفات: الأَبَابة[19][20][21] أو الأُباب[19] أو الحُنان[22] أو عِلَّة الحنين[23] أو عِلَّة الاشتياق[23] أو شوق العودة للوطن[24] أو شدة الحنين للوطن[19] أو الحنين للوطن[20][25]